# Autobiografia de Malcolm X
Foi um livro escrito por Malcolm X e Alex Haley. O livro foi lançado em 1965, nos Estados Unidos, logo após a morte do líder negro com o nome de Autobiography of Malcolm X (ISBN 0-8124-1953-7). Foi editado no Brasil pela Editora Record (ISBN 9788501014641): a primeira edição é de 1965 e a segunda data de 1992, ambas esgotadas ou fora de catálogo. 
O livro conta a história de Al Hajj Malik Al-Shabazz, ou simplesmente, Malcolm X, desde a sua infância como Malcolm Little (nascido em Omaha, 19 de maio de 1925) até a sua morte em Nova Iorque (21 de fevereiro de 1965).
Ele foi classificado como um dos 10 livros de não ficção mais importantes do mundo. É o livro favorito do Presidente Obama e de Justice Clarence Thomas.

## Processo de criação
Em 1959, Alex Haley contatou Malcolm X para propor, inicialmente, uma entrevista que mais tarde se tornaria um artigo sobre nacionalismo negro. A entrevista se tornou um sucesso, o que resultou na proposta de Haley de escrever uma biografia sobre Malcolm , tendo o ativista negro aceitado com as condições de que todos os royalties a que tivesse direito fossem destinados à Nation of Islam  e que Haley fosse pedir permissão pessoalmente a Elijah Muhammad. Neste momento, Malcolm estava em uma tensão com o seu mentor pelas diversas acusações de estupro que estavam surgindo contra ele. A intenção de Malcolm com a autorização de Muhammad era como uma proposta de reconciliação com seu mentor.
Após Alex Haley firmar contrato com a editora Doubleday, Malcolm o entregou um papel escrito a seguinte frase: “Dedico este livro ao Honrado Elijah Muhammad, que me encontrou no esterco e na lama da mais imunda civilização e sociedade deste mundo, e me tirou dali, limpando-me, me colocando em pé, fazendo de mim o homem que sou hoje”. A frase foi retirada da versão final do livro, uma vez que o pensamento político de Malcolm tenha mudado, principalmente após sua visita à Meca, em que revisou suas políticas radicais ao passar por experiências religiosas entre homens de diferentes raças e nacionalidades.
Entre 1959 e 1965, Malcolm narrou toda sua vida para Alex Haley. O processo consistia em encontros semanais por cerca de duas a três horas entre Malcolm e o jornalista. O ativista contou fatos de sua vida não necessariamente de forma cronológica, o que resultou em alguns fatos desconexos entre si. Coube a Haley elaborar uma cronologia temporal sobre a vida de Malcolm na biografia.  
Durante todo o processo de criação do livro, a editora responsável pela publicação era a Doubleday. Perto do lançamento, após a morte de Malcolm, o dono da editora Nelson Doubleday Jr. decidiu cancelar o contrato com Alex Haley. Isto resulta outro contrato, dessa vez com a Grove Press, a editora que enfim publicaria o livro, em 1965.
O fato de Malcolm interferir e selecionar o que entraria ou não no resultado final da autobiografia resultou em contradições e possíveis omissões de fatos sobre a sua vida.  O livro, portanto, trata de um “personagem” criado a partir das experiências de vida de Malcolm; personagem este criado pelo próprio e por Haley. A obra passa a imagem de um “Malcolm herói afro-americano”.  Ainda que o mesmo tenha o título de “autobiografia”, o livro não foi escrito totalmente por X, com boa parte tendo sida escrita por uma segunda pessoa. 

## Legado
Malcolm, no texto do livro, conta sobre os problemas sócio-raciais em que viveu durante as décadas de 1950 e 1960, o que aproximou muito o público afro-americano à sua obra uma vez que seus problemas eram compartilhados por boa parte da comunidade. Grupos de estudantes negros dos Estados Unidos citavam sua autobiografia durante debates e sua fala clara e descomplicada atraía os negros da classe trabalhadora. Malcolm X foi o grande profeta da geração black power.  
Vladimir Miguel Rodrigues relaciona Malcolm a um Griot pelo seu poder de oratória entre o coletivo negro americano, principalmente por conta dos linchamentos que ocorriam na época. 
Um Malcolm X representado como homem forte e determinado tornaria-se um exemplo para milhões de jovens negros americanos, ao personificar a modernidade e a urbanidade dos negros estadunidenses. Manning Marable atribui grande parte da popularidade de Malcolm X à sua autobiografia.
A publicação do livro consagrou Malcolm como herói entre os afro-americanos e se tornou, como diz Vladimir Miguel Rodrigues, uma obra de “memória afro-americana”. 
As críticas em relação ao livro foram, em grande parte, muito positivas. Eliot Fremonth-Smith, do New York Times, elogiou dizendo: “livro brilhante, doloroso, importante... Como documento da nossa época, suas intuições talvez sejam cruciais; sua relevância não pode ser posta em dúvida.” Truman Nelson, do No Nation, declarou que “sua honestidade uniforme, sua paixão, seu nobre propósito, mesmo suas múltiplas e não resolvidas ambiguidades fazem dele um monumento, a mais dolorosa das verdades.” Bryan Rustin, que foi parceiro de debates de Malcolm, elogiou no Washington Post: “(...) a odisseia de um negro americano em busca de identidade e de lugar na sociedade”. 
Logo após a publicação, o livro se tornou muito popular, inclusive propagando a imagem de Malcolm entre americanos brancos. Chega a ser incluído no currículo de diversas universidades e escolas secundárias pelos Estados Unidos.  
O filme homônimo do diretor Spike Lee – que chega a render uma indicação Oscar de melhor ator a Denzel Washington – é fortemente baseado na autobiografia. 

## Controvérsia
A autobiografia de Malcolm fora aceita por quase todos como verdade, incluindo a cronologia de eventos e as experiências pessoais, sem críticas muito aprofundadas. Embora tenham sido feitas diversas obras, entre filmes, livros e outros sobre Malcolm X, quase nenhum destes utilizou fontes primárias de Malcolm como suas cartas e diários, criando suas narrativas por meio de consultas a pessoas próximas ao ativista. Além disto, os arquivos de Alex Haley, na Universidade de Tenesse, tem seu acesso restringido ao público, o que dificulta que se pesquise acerca da autobiografia de Malcolm.